# Ngọc nữ đài dài
Ngọc nữ đài dài (danh pháp: Clerodendrum longisepalum) là một loài thực vật có hoa trong họ Hoa môi. Loài này được Dop mô tả khoa học đầu tiên năm 1920.